# Cucullia alpheraci
Cucullia alpheraci là một loài bướm đêm trong họ Noctuidae.